# スティント
スティント（英語: stint）は、日本においては主にモータースポーツで用いられる用語の一つ。
元々は英語で「ある活動を行っていた期間」を指す単語であるが、モータースポーツではレースのスタートからピットインまで、ピットアウトからピットインまで、あるいはピットアウトからゴールまでの間隔を指す。
レーススタートから1回目のピットインまでを第1スティントと言い、1回目のピットアウトから2回目のピットインまでを第2スティント、以降同様に第3スティント、第4スティント…と言う。
熱機関を原動力とする自動車競技の場合、一般的には燃料を多く搭載しているスティント前半よりも、燃料を消費してマシンが軽くなるスティント終盤にかけての方がラップタイムは向上するが（いわゆる「フューエル・エフェクト」）、タイヤの消耗や損傷による摩擦力低下の影響（いわゆる「デグラレーション」）で遅くなることもある。ダウンフォースによるエアログリップ（空力によるタイヤの摩擦力）の大きなフォーミュラカーやプロトタイプレーシングカーではスティント後半の方が良いタイムが出やすく、逆にダウンフォースが少なくメカニカルグリップ（タイヤやサスペンションによるタイヤの摩擦力）の比率の大きなツーリングカーでは前半の方が出やすい。
これらの傾向にはサーキットのコースレイアウトによる差も影響する。
2輪（オートバイ）レースの場合は、そもそも燃料搭載量が自動車に比べてはるかに少ないためフューエルエフェクトの影響を受けにくく、むしろタイヤの消耗によるグリップ低下やライダーの体力消耗による操作ミス等の影響を強く受けやすいため、スティント後半にタイムが落ち込むことが多い。